# Israel Museum Studies in Archaeology
Israel Museum Studies in Archaeology ist eine seit 2002 jährlich in englischer Sprache erscheinende archäologische Fachzeitschrift, die vom Samuel Bronfman Biblical and Archaeological Museum, der archäologischen Abteilung des Israel-Museums, herausgegeben wird.
Die Beiträge sind hauptsächlich Gegenständen gewidmet, die sich im Besitz des Israel-Museums befinden oder in Ausstellungen des Museums zu sehen sind.